# Antoni Reixach i Vilaró
Antoni Reixach i Vilaró (Sant Boi de Lluçanès, Osona, 1872 – Lliçà de Vall, Vallès Oriental, 14 agost 1936) era llatinista i autor de manuals escolars per a l'ensenyament. Format al Seminari de Vic, s'ordenà de prevere en 1898. Després d'exercir de vicari a les parròquies de Susqueda (1898) i Torelló (1899), entrà de catedràtic de llatí al Seminari de Vic (1900). Fins a 1936 ensenyà aquesta disciplina, a més de castellà (1903 – 1936) i d'història sagrada (1918-1934). Publicà tres obres: 
- Pretéritos y Supinos que para mayor intel·ligència de sus discipulos ordena el Rdo ...  (Ausetana, Vic 1903).
- Rudimentos de Sintaxis, Ortología y Ortografía.  (Ausetana, Vic 1913)
- Rudimentos de Castellano y Gramática latina completa para Seminarios y demás centros docentes de España y América (Anglada, Vic 1914; segona edició a Lluís Gili, Barcelona 1919).

Les dues últimes varen ser molt utilitzades tant al mateix Seminari com en altres centres escolars de la península. Són un bon exponent de l'interès del Seminari per dotar els seus alumnes de material pedagògic elaborat pels mateixos professos.
Fou assassinat a la retaguardia republicana durant la Guerra Civil espanyola.